# 外歯瘻
外歯瘻（がいしろう）とは、歯性の化膿性炎症が限局化し膿瘍を形成し、自然治癒として自壊すると膿汁を排出する瘻孔を形成するものである。この痩管が歯瘻で口腔外（顔面皮膚）に形成されたものをいう。
外歯瘻は、皮下膿瘍が自壊すると形成されるので皮下膿瘍は速やかに切開、排膿する。また、皮膚面に瘢痕を伴った陥凹を形成し、周期的に膿汁を排出するので、原病巣を含めて切除し瘢痕修正する。

## 内歯瘻
内歯瘻は、前述の外歯瘻と同様であり、その相違点は痩管が歯瘻で口腔内に形成されたものをいう点である。